# Наипростейшая дробь
Наипростейшей дробью {\displaystyle n}-ой степени называется рациональная функция вида
{\displaystyle R_{n}(z)=\sum _{k=1}^{n}{\frac {1}{z-z_{k}}},}
где {\displaystyle n} принимает натуральные значения, а точки {\displaystyle z_{k}\in C}, являющиеся полюсами функции {\displaystyle R_{n}}, не
обязательно геометрически различны. Другими словами, наипростейшая дробь есть логарифмическая производная некоторого комплексного многочлена
{\displaystyle Q_{n}(z)=C\prod _{k=1}^{n}(z-z_{k}),}
таким образом,
{\displaystyle R_{n}(z)={\frac {Q_{n}'(z)}{Q_{n}(z)}}.}